# كأس رابطة الأندية الإنجليزية المحترفة 1987–88
كأس رابطة الأندية الإنجليزية المحترفة 1987–88 (بالإنجليزية: 1987–88 Football League Cup)‏ هو موسم من كأس رابطة الأندية الإنجليزية المحترفة. كان عدد الأندية المشاركة فيه 92، وفاز فيه نادي لوتون تاون.